# Mk 14 Enhanced Battle Rifle
El United States Navy Mark 14 Enhanced Battle Rifle (EBR) es un fusil de fuego selectivo estadounidense, calibrado para el cartucho 7,62 x 51 OTAN. Es una variante del M14 y fue construido originalmente para su uso con unidades de la United States Naval Special Warfare Command, como el grupo de operaciones especiales de la Armada de los Estados Unidos SEAL.
El EBR fue fabricado para ser empleado tanto como fusil de tirador designado y en combates a corta distancia.

## Usuarios
- Estados Unidos
- Australia, Regimiento de Servicio Aéreo Especial[6]
- Turquía, Fuerzas Armadas de Turquía[cita requerida]
- Filipinas, Policía Nacional Filipina

## Variantes
Siguiendo el desarrollo del Mk 14 Mod 0 EBR, varias variantes del rifle M14 utilizando el sistema de chasis Sage, han sido desarrollados y distribuidos por varias ramas de los militares de los EE. UU. Un resumen de variantes y los componentes utilizados en cada uno de ellos son los siguientes:
|                      | Mk 14 Mod 0                       | Mk 14 Mod 0 / Mk 14 SEI           | Mk 14 Mod 1                                | Mk 14 Mod 2                                   | M39 EMR                      | M14 EBR-RI                   | M14 EBR-RI NM                | M14 T                        |
| -------------------- | --------------------------------- | --------------------------------- | ------------------------------------------ | --------------------------------------------- | ---------------------------- | ---------------------------- | ---------------------------- | ---------------------------- |
| Rama de servicio     | U.S. Navy & U.S. Air Force        | U.S. Air Force                    | U.S. Navy                                  | U.S. Navy                                     | U.S. Marine Corps            | U.S. Army                    | U.S. Army                    | U.S. Coast Guard             |
| Años de construcción | 2004 – 2005                       | 2004 – 2008                       | 2006                                       | 2011                                          | 2007                         | 2008 – 2011                  | 2010                         | 2005                         |
| Builder              | NSWC Crane                        | Smith Enterprise, Inc.            | NSWC Crane                                 | NSWC Crane                                    | PWS Quantico                 | Rock Island Arsenal – TACOM  | Rock Island Arsenal – TACOM  | NSWC Crane                   |
| Cantidad construido  | 1000                              | 125 (rebuilt Mk 14 Mod 0 rifles)  | 500                                        | ~ 250                                         | 700                          | 6200                         | no disponible                | 500                          |
| Chasis               | Sage M14ALCS                      | Sage M14ALCS (milled rail)        | Sage M14ALCS/CV                            | Sage M14ALCS/PMRI-HB                          | Sage M14ALCS (milled rail)   | Sage M14ALCS                 | Sage M14ALCS/PMRI            | Sage M14ALCS                 |
| Color                | NSG                               | NSG                               | Tan                                        | NSG                                           | NSG                          | Negro (NSG – rare)           | Negro                        | NSG                          |
| Pistol grip          | Sage 90905                        | Sage 90905                        | TangoDown BG-16 FDE                        | Sage M14ERGO                                  | Sage 90905                   | Sage M14ERGO                 | Sage M14ERGO                 | Sage 90905                   |
| Handguard            | Negro full                        | Negro full                        | Tan short                                  | Negro full                                    | Tan full (Negro full - rare) | Negro full                   | Negro full                   | Negro full                   |
| Vertical fore grip   | Sage M14VFG (90906)               | Sage M14VFG (90906)               | TangoDown BGV-MK46 FDE                     | -                                             | -                            | Sage M14VFG (90906)          | -                            | Sage M14VFG (90906)          |
| Butt stock           | Sage M14ALCS-BS                   | Sage M14ALCS-BS                   | Sage M14ALCS/CV-BS                         | Sage M14ALCS/PMRI-BS                          | Sage M14ALCS-BS              | Sage M14ALCS-BS              | Sage M14ALCS/PMRI-BS         | Sage M14ALCS-BS              |
| Butt stock extension | -                                 | -                                 | -                                          | Sage M14VABEK/PMRI                            | Sage M14BEK (90911)          | -                            | -                            | -                            |
| Selector switch/lock | Switch                            | Switch                            | Switch                                     | Lock                                          | Lock                         | Lock                         | Lock                         | Switch                       |
| Barrel               | SAI 18" Std. 1-11 ("Bush")        | SEI 18" Std./Med. 1-10            | SAI 18" Std. 1-11 ("Bush")                 | 22" heavy 1-10                                | Krieger 22" Med. 1-12 (DMR)  | USGI 22" Std.                | SEI 22" Med. 1-10            | USGI 22" Std.                |
| Flash hider          | SEI 2000V                         | SEI 2000V                         | SureFire FH762KM14                         | SEI 2000V                                     | USGI (NM)                    | USGI (NM)                    | USGI (NM)                    | SEI 2001                     |
| supresor             | M14 direct connect sound supresor | M14 direct connect sound supresor | SureFire 762K-DE                           | Wind Talker sound supresor                    | -                            | -                            | -                            | -                            |
| Front sight          | XS USN2 (11-2166-580-1)           | XS USN2 (11-2166-580-1)           | XS USN2 (11-2166-580-1)                    | -                                             | USGI (NM .062)               | USGI (NM - rare)             | USGI (NM - rare)             | XS USN2 (11-2166-580-1)      |
| Rear sight           | XS large aperture (0.125")        | XS large aperture (0.125")        | XS large aperture (0.125")                 | -                                             | USGI (NM - rare)             | USGI (NM - rare)             | USGI (NM - rare)             | XS large aperture (0.125")   |
| Bloqueo de Gas       | SEI 2013 (GLFS-D-18)              | SEI 2013 (GLFS-D-18)              | SEI 2013 (GLFS-D-18)                       | USGI                                          | USGI                         | USGI                         | USGI                         | USGI                         |
| Sistema de Gas       | USGI                              | SEI 2071, 2075, 2076              | USGI                                       | SEI 2071, 2075, 2076                          | USGI                         | USGI                         | SEI 2071, 2075, 2076         | USGI                         |
| Op rod spring guide  | USGI                              | USGI                              | USGI                                       | USGI (NM)                                     | USGI (NM)                    | USGI                         | USGI                         | USGI                         |
| Bolt stop/release    | SEI 2003                          | SEI 2003                          | SEI 2003                                   | SEI 2003                                      | USGI                         | USGI                         | USGI                         | SEI 2003                     |
| Óptica               | Leupold Mk 4 1.5-5x (67905)       | Leupold Mk 4 3.5-10x (67940)      | Nightforce NXS 2.5-10x24mm FC-2 w/ZeroStop | Nightforce NXS 3.5-15x50mm MIL-DOT w/ZeroStop | S&B 3-12x50mm (M8541)        | Leupold Mk 4 3.5-10x (51850) | Leupold Mk 4 3.5-10x (51850) | S&B 1.1-4x PM ShortDot       |
|                      | Leupold Mk 4 3.5-10x (51850)      |                                   |                                            | AN/PVS-27 night vision (MUNS)                 |                              |                              |                              |                              |
| Anillos de alcance   | Badger 306-29 (30mm)              | SEI 7008 (30mm)                   | Nightforce A118 (30mm)                     | Nightforce A107 (30mm)                        | Badger 306-75 (34mm)         | Leupold 61049 (30mm)         | Leupold 61049 (30mm)         | LaRue LT-139 (30mm – Lever)  |
| Alcance de montaje   | Sage M14SCSB                      | SEI 2006                          | Larue LT-608                               | NSWC Crane                                    | SEI 2006                     | Sage M14DCSB                 | Sage M14DCSB                 | LaRue LT-139 (30 mm – Lever) |
| Bipode               | Harris 1A2-BRM                    | Harris 1A2-BRM                    | Tangodown ACB-4 FDE                        | Atlas BT10 or BT10-LW17                       | Harris S-BRM                 | Harris 1A2-L                 | Harris 1A2-L                 | Harris S-BR or S-BRM         |
| Adaptador bípode     | KAC 98060                         | KAC 98060                         | -                                          | -                                             | KAC 98060                    | KAC 98060                    | KAC 98060                    | LaRue LT-130 (Lever)         |
| Sling                | Buffer Tech. TAS-M14              | Buffer Tech. TAS-M14              | Eagle Ind. FNH-ESS 1.25-DEB                | M60 Sling (1005-00-312-7177)                  |                              |                              |                              | Buffer Tech. TAS-M14         |
| Magazine count       | 2                                 |                                   |                                            | 2                                             | 5                            | 6                            |                              | 7                            |
| Transport case       | Eagle DC-M14                      |                                   |                                            | Pelican iM3300-X0000 and Eagle DC-M14-EBR-KH  | Pelican 1750-000-110         |                              |                              |                              |
| Multi-tool           | Bondhus 67255281                  | Bondhus 67255281                  |                                            | Bondhus 853485 (and 736540?)                  | Bondhus 784285               | Bondhus 13026063             | Bondhus 13026063             | Bondhus 67255281             |
| Otros componentes    | Falcon/ERGO 4373CB                | Falcon/ERGO 4373CB                | Trijicon RMR 4MOA                          | X-Treme V2 EBR trigger shoe                   | SPA Defense SIMRAD B0634     |                              |                              | Sage M14SCSB                 |
|                      |                                   | SEI trigger parts kit (2060)      | Wilcox red-dot mount (35101P01)            | BFG RMFL-125 sling mount (2)                  | KMW Pod-Loc (875)            |                              |                              | Falcon/ERGO 4373CB           |
|                      |                                   | SEI Op rod spring                 | Magpul CTR FDE                             | Sage PMRI-FR                                  |                              |                              |                              |                              |
|                      |                                   |                                   | Magpul PTS CTR 1.25" riser FDE             | Falcon/ERGO 4373BK                            |                              |                              |                              |                              |
|                      |                                   |                                   | Tangodown BP-4 FDE (2)                     | Caldwell blind bag (247261)                   |                              |                              |                              |                              |
|                      |                                   |                                   | Tangodown BP-4K 2PANEL FDE                 |                                               |                              |                              |                              |                              |